# Singer-Songwriter
Albums de Māya Sakamoto
You Can't Catch Me
(2011) Follow Me Up
(2015)
Singer Song Writer est le 8e album studio de la chanteuse Māya Sakamoto sorti le 27 mars 2013. Il sort au format CD et CD+DVD. Il ne contient aucun de ces singles. Il arrive 6e à l'Oricon et reste classé 5 semaines pour un total de 18 259 exemplaires vendus.

## Liste des titres
Toutes les chansons sont écrites et composées par Māya Sakamoto , arrangements par Shin Kono et Zentaro Watanabe.
| 1.  | Tooku (遠く)                               | 4:42 |
| 2.  | Sunshine (サンシャイン)                    | 4:13 |
| 3.  | everywhere~HAL mix                         | 5:31 |
| 4.  | Nicola (ニコラ)                            | 3:54 |
| 5.  | Ask                                        | 3:42 |
| 6.  | Naritai (なりたい)                         | 3:54 |
| 7.  | Kaminari (カミナリ)                        | 3:21 |
| 8.  | Chikai~ssw edition (誓い)                  | 5:02 |
| 9.  | Boku no Hanbun (僕の半分)                  | 6:32 |
| 10. | Singer-Songwriter (シンガーソングライター) | 5:50 |

| 1. | Nicola (PV) (ニコラ)                                                   |  |
| 2. | Recording Documentary "Road to SSW" (レコーディング・ドキュメンタリー) |  |